# Ancylolomia locupletella
Ancylolomia locupletella là một loài bướm đêm trong họ Crambidae.